# Gianduja

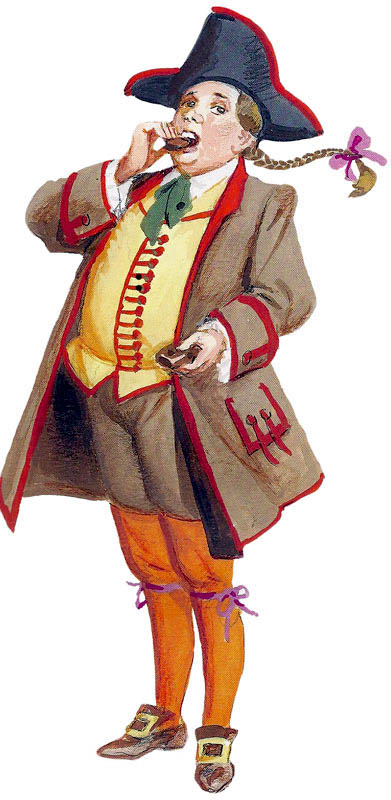
Figur des Gianduja

Der Gianduja (italienisch: [dʒanˈduːja]; piemontesisch: Giandoja [dʒaŋˈdʊja]) ist eine Figur des Karnevals und als Spaßmacher Bestandteil zahlreicher folkloristischer Veranstaltungen in der Stadt Turin aber auch in der Region Asti und im übrigen Piemont. Sie entspricht der Karnevalstradition anderer italienischer Städte, wie etwa Pantalone für Venedig oder Pulcinella für Neapel.
Zur Figur des Gianduja gehören ein Dreispitz, ein rot gebundenes, wegstehendes Zöpfchen nach der Mode jener Zeit und braun-rote Kleidung.

## Geschichte
Entwickelt wurde die Figur 1798 von den Puppenspielern Gian Battista Sales und Gioachino Bellone in Form der Figur oder Maske des Giròni.
Wegen der Namensähnlichkeit im piemonteser Dialekt mit dem Namen eines Bruders von Napoleon Bonaparte (Gerolamo) wurde diese später Gianduja nach einer beliebten Person mit dem Spitznamen Gioan d'la douja benannt, was mit „Johann vom Krug“ übersetzt werden kann – der Gianduja war für seine Trinkfreudigkeit bekannt.